# Aigatinta
Aigatinta (en francès Ayguetinte) és un municipi francès situat al departament del Gers i a la regió d'Occitània.

## Geografia

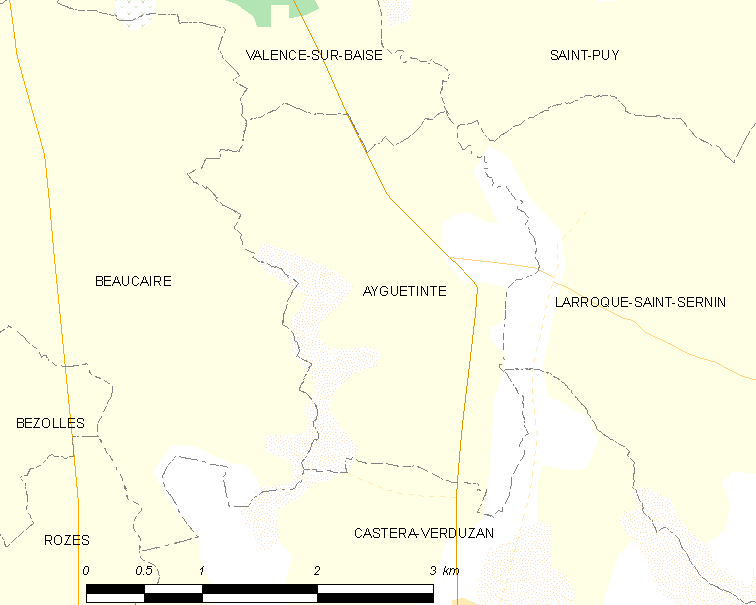
Mapa de la comuna de Aigatinta

## Administració i política
Alcaldes
| Període | Identitat         | Partit        |
| ------- | ----------------- | ------------- |
| 2001-   | Francis Ballérini | Divers gauche |

## Demografia

Població 1962-2008

| 1962                                       | 1968 | 1975 | 1982 | 1990 | 1999 | 2006 |
| ------------------------------------------ | ---- | ---- | ---- | ---- | ---- | ---- |
| 222                                        | 199  | 173  | 172  | 162  | 152  | 175  |
| Des de 1962: població sense dobles comptes |      |      |      |      |      |      |

## Llocs d'interès
- L'església i la capella, del segle xix.
- Un antic molí de vent.
- Un antic castellet.

## Personatges il·lustres
- Joseph Raulin (1708-1784), metge particular de Lluís XV de França, nascut a Aigatinta.